# Улица Подстаницкого

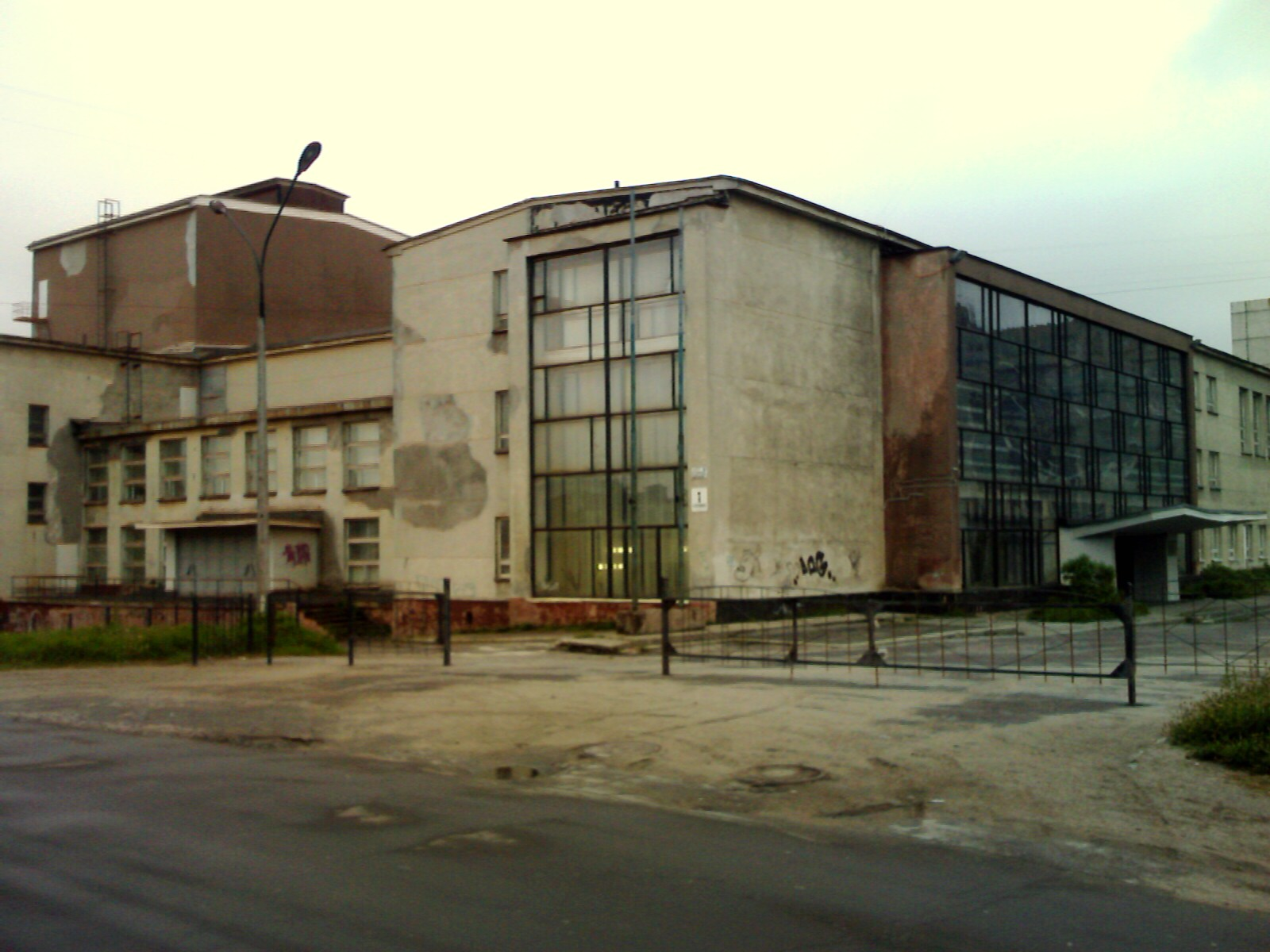
Институт повышения квалификации работников образования

У́лица Подстани́цкого — улица в Ленинском округе Мурманска, на северо-востоке города, в бывшем 175-м квартале. На месте домов 69-го квартала — там, где сейчас улица Подстаницкого, в годы войны действовала зенитная батарея Пророкова. Отражая налеты вражеской авиации, зенитчики — а это были в основном степенные пожилые люди — сбили 16 вражеских самолётов..
Расположена по всей длине спуска, соединяющего террасу, примыкающую к проспекту Героев-Североморцев и промышленную зону.
На южной стороне жилых домов нет. Здесь лежит территория, принадлежащая Центральной бассейновой и детской больницам. Перед оградой территории вдоль улицы была устроена игровая площадка для детей. На ней — качели, лесенки, горка «Три богатыря», корабль-ладья «Витязь», чум, избушка на курьих ножках, песочница. В настоящее время снесена. Единственное здание с нечётным номером 1 и расположенное на южной стороне — бывший Межсоюзный дворец культуры (1972 г.), в народе «Межсоюзка». В настоящее время МФЦ «Мои документы» (ранее Мурманский областной институт повышения квалификации работников образования и культуры). На другой стороне улицы расположены газифицированные кирпичные пятиэтажные жилые дома и следующие строения:
- Дом № 8 — двухэтажное здание, в советское время на 2 этаже располагался дефицитный обувной магазин «Скороход» рыбного кооператива. На 1 этаже была расположена муниципальная аптека № 48.
- Дом № 8а — одноэтажное строение. Раньше там был пивной бар, затем продуктовый магазин «Теремок». В 2013 году было перестроено под кинозал.
- Дом № 14 — двухэтажное здание. Раньше там была столовая, затем располагался известный мурманчанам пивной бар «Олень». В восточной части здания на 2 этаже располагались мастерская по ремонту обуви и химчистка. На втором этаже западной части находилась парикмахерская «Диана» (в 2009 году переехала на ул. Миронова, д. 1). В настоящее время там находится пекарня.
- Между 12 и 10 домами находится водозаборная колонка, так как близлежащие дома с улицы Бредова не были оборудованы водопроводом.

Улица названа 20 апреля 1962 года в честь мурманского поэта Александра Подстаницкого. На доме № 8 установлена мемориальная доска в его честь.
В конце улицы находится автобусная остановка, через которую проходят автобусный маршрут № 27, № 33), маршрутные такси № 33, № 16, № 57.

## Примыкают улицы
- ул. Гагарина
- ул. Свердлова

## Пересекает улицы
- ул. Бредова